# Sato Shinya
Shinya Sato (sinh ngày 13 tháng 11 năm 1978) là một cầu thủ bóng đá người Nhật Bản.

## Sự nghiệp câu lạc bộ
Shinya Sato đã từng chơi cho Okinawa Kariyushi FC, FC Ryukyu và Giravanz Kitakyushu.